# Олимпийская деревня (фильм)
«Олимпийская деревня» — первый полнометражный фильм-комедия российского режиссёра Александра Сухарева.

## Сюжет
Олимпийская Москва 80-го года. Из этого города изгнаны все маргиналы. Власти занялись их принудительным отселением за так называемый 101-й километр. В их числе и главный герой — виолончелист Арсений Чайка. Очень талантливый, но, с точки зрения партии, неблагонадёжный.
Действие происходит в двух местах: в Москве, где иностранный корреспондент «Радио Свобода» Смит разыскивает Арсения, попадая при этом в комичные ситуации, сталкиваясь со «странностями русской души», вездесущностью «людей в штатском» и фантасмогоричностью олимпийской Москвы, и в подмосковном дачном посёлке, куда отправлен виолончелист.
Арсений доведён до отчаяния гонениями властей и творческой нереализованностью. Внезапно погибает его «лучший друг» — кролик Пушок. Чайка хоронит кролика и пытается покончить жизнь самоубийством. Он берёт в руки смычок. Эту прекрасную музыку слышит его соседка по даче — красивая девушка Лера. Она не может уснуть, её волнует эта музыка. Лера идёт туда, откуда доносятся эти чарующие звуки.

## Съёмки

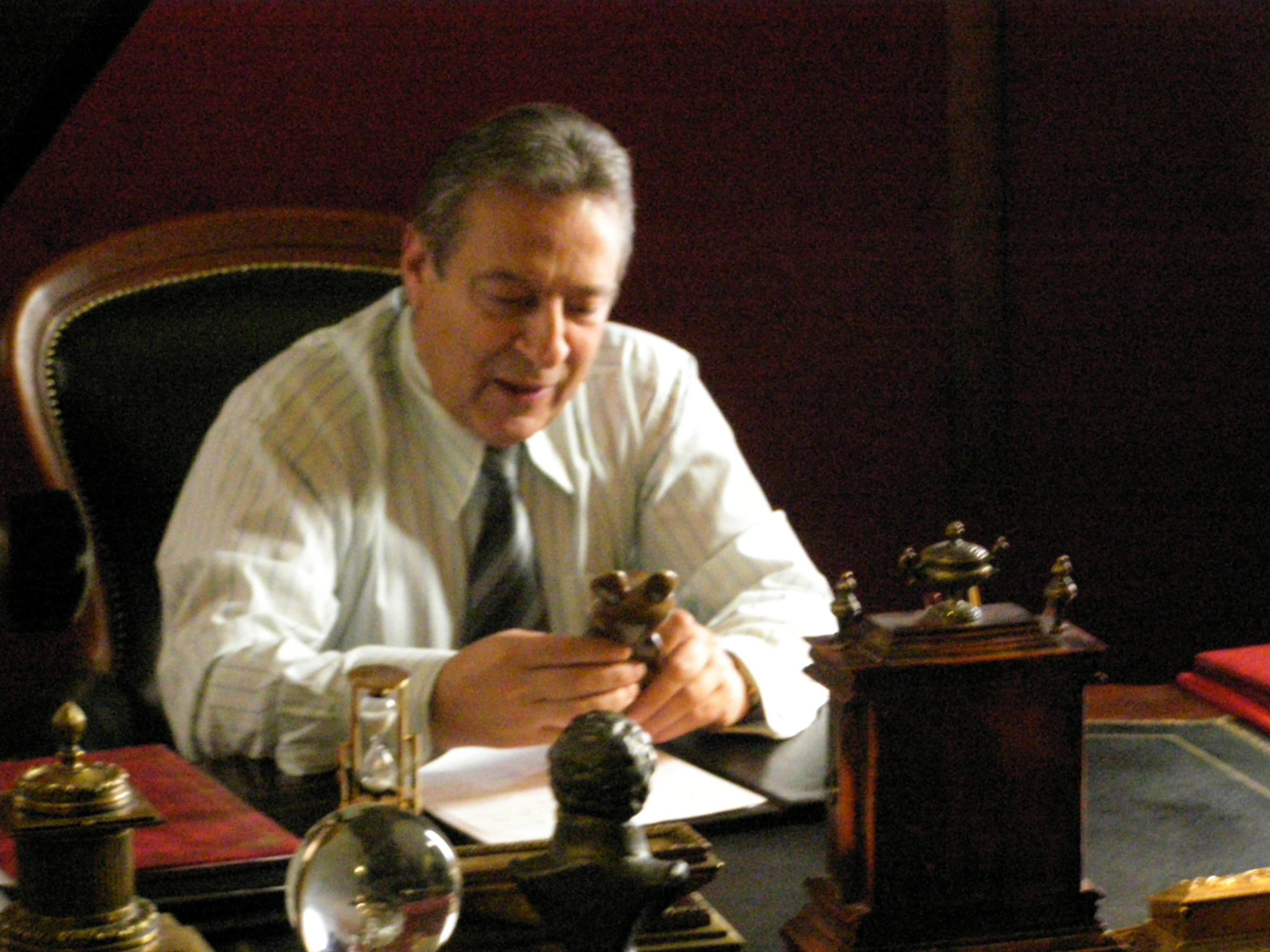
Чиновник (Геннадий Хазанов) делает главному герою «предложение, от которого невозможно отказаться»

## В ролях

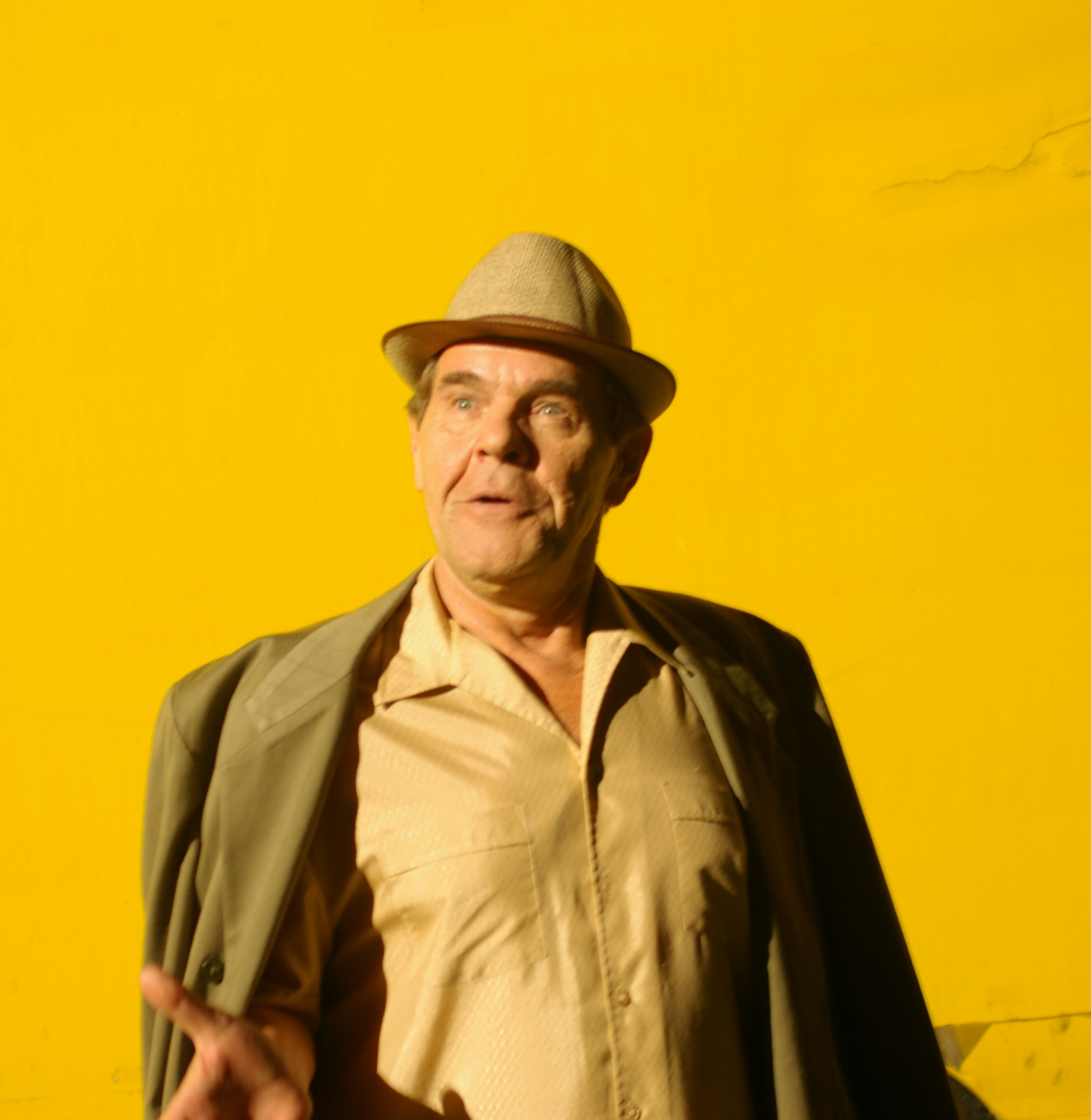
Председатель колхоза (Алексей Булдаков)

- Сергей Колешня — Арсений Чайка
- Анастасия Городенцева — Лера
- Денис Никифоров — Игорь
- Валерий Гаркалин — Смит
- Михаил Ефремов — Сенька
- Владимир Гусев — Борька
- Тимофей Трибунцев — Шибздик
- Инга Оболдина — Марфа
- Геннадий Хазанов — чиновник
- Ольга Волкова — вахтёр
- Галина Петрова — Рита
- Людмила Чурсина — соседка
- Алексей Булдаков — председатель
- Виктор Бычков — мужик
- Сергей Степанченко — таксист
- Инна Сухарева — скрипачка

## Съёмочная группа
- Режиссёр-постановщик: Александр Сухарев
- Оператор-постановщик: Олег Иванов
- Художник-постановщик: Константин Витавский
- Сценарий: Степан Григорьев и Александр Сухарев

## О фильме
Фильм был снят за 2 месяца (35 смен, из них — 28 проходили в подмосковной деревне Протасово (36 км от города Кашира; 7 км от города Озёры) и 8 смен в Москве). Съёмки начались ночью с 29 на 30 августа и закончились 14 октября 2009 года. В съёмочной группе было занято 68 человек. Фильм снимался на 35mm плёнку FUJI, камерой ARRI 435. На съёмочный процесс ушло 20000 м киноплёнки (около 10 часов материала), при этом длительность готового фильма составит 90 минут.
Большая роль в фильме отводилась съёмкам животных. Главный герой — кролик Пушок (порода — вислоухий баран). Дрессированная дикая кабаниха Рада, боров Мальчик (200 кг), поросята. Метель — собака (порода — сибирский хаски), играющая в кино волков (на её счету более 25 картин). А также лошади, куры, гуси, голуби, кот и сова.